# 巴蘭西卡河
巴蘭斯卡河（烏克蘭語：Баранська），是烏克蘭西北部的河流，屬於斯洛尼夫卡河的右支流。該河發源自米哈伊利夫卡東南面，流經羅夫諾州，河道全長14公里。